# Danh sách tỷ phú Hồng Kông theo giá trị tài sản
Dưới đây là danh sách các tỷ phú Hồng Kông của Forbes dựa trên sự định giá thường niên về của cải và tài sản được tổng hợp, biên soạn và xuất bản trên tạp chí Forbes của Mỹ ngày 6 tháng 4 năm 2021.

## Danh sách các tỷ phú giàu nhất Hồng Kông năm 2021
| Thứ hạng | Họ và tên                   | Năm sinh      | Quốc tịch                                  | Giá trị tài sản {tỷ đô la Mỹ) | Nguồn gốc tài sản                          |
| -------- | --------------------------- | ------------- | ------------------------------------------ | ----------------------------- | ------------------------------------------ |
| 1        | Lý Gia Thành                | 1928          | Hồng Kông                                  | 33,7                          | CK Hutchison Holdings                      |
| 2        | Lý Triệu Cơ                 | 1928          | Hồng Kông                                  | 31,7                          | Henderson Land Development                 |
| 3        | Tăng Dục Quần               | 1968          | Trung Quốc                                 | 28,4                          | CATL                                       |
| 4        | Xu Hang                     | 1965          | Trung Quốc                                 | 19,5                          | Mindray                                    |
| 5        | Lã Chí Hòa                  | 1929          | Hồng Kông                                  | 19,4                          | Galaxy Entertainment, K. Wah International |
| 6        | Ngô Quang Chính và gia đình | 1946          | Hồng Kông                                  | 18                            | Wheelock & Co, The Wharf (Holdings)        |
| 7        | Lý Văn Đạt                  | 1929          | Hồng Kông                                  | 17,4                          | Lee Kum Kee                                |
| 8        | Chu Quần Phi và gia đình    | 1970          | Trung Quốc                                 | 15,4                          | Lens Technology                            |
| 9        | Quảng Tiếu Khanh            | 1929          | Hồng Kông                                  | 14,7                          | Sun Hung Kai Properties                    |
| 10       | Gong Hongjia & family       | $14.4 billion | Hikvision                                  |                               |                                            |
| 11       | Joseph Lau                  | $13.6 billion | Chinese Estates Holdings                   |                               |                                            |
| 12       | Hui Wing Mau                | $10.3 billion | Shimao Property                            |                               |                                            |
| 13       | Yeung Kin-man               | $9.5 billion  | Biel Crystal                               |                               |                                            |
| 13       | Lam Wai Ying                | $9.1 billion  | Biel Crystal                               |                               |                                            |
| 14       | Chan Tan Ching-fen          | $8.8 billion  | Hang Lung Group                            |                               |                                            |
| 15       | Ruan Liping                 | $7.5 billion  | Gongniu                                    |                               |                                            |
| 15       | Ruan Xueping                | $7.5 billion  | Gongniu                                    |                               |                                            |
| 17       | Sir Michael Kadoorie        | $7.2 billion  | CLP Holdings, Hongkong and Shanghai Hotels |                               |                                            |
| 18       | Li Jianquan & family        | $6.8 billion  | Winner Medical                             |                               |                                            |
| 19       | Francis Choi                | $6.6 billion  | Early Light International (Holdings) Ltd.  |                               |                                            |
| 20       | Law Kar Po                  | $6.1 billion  | Park Hotel Group                           |                               |                                            |
| 20       | Li Wa                       | $6.1 billion  | Excellence Group                           |                               |                                            |
| 22       | Li Ping                     | $5.8 billion  | CATL                                       |                               |                                            |
| 23       | Wong Man Li                 | $5.2 billion  | Man Wah Holdings                           |                               |                                            |
| 24       | Patrick Lee                 | $5.1 billion  | Lee & Man Paper                            |                               |                                            |
| 25       | Huang Yi                    | $4.8 billion  | Zhongsheng Group                           |                               |                                            |
| 26       | Tang Shing-bor              | $4.7 billion  | real estate                                |                               |                                            |
| 27       | Richard Li                  | $4.5 billion  | Pacific Century Group                      |                               |                                            |
| 28       | Pansy Ho                    | $4.3 billion  | MGM China                                  |                               |                                            |
| 28       | Edwin Leong                 | $4.3 billion  | Tai Hung Fai Enterprise                    |                               |                                            |
| 28       | Ye Chenghai & family        | $4.3 billion  | Salubris Pharmaceuticals                   |                               |                                            |
| 31       | Martin Lau                  | $4.2 billion  | Tencent                                    |                               |                                            |
| 32       | Cho Tak Wong                | $4.1 billion  | Fuyao                                      |                               |                                            |
| 33       | Wu Jianshu                  | $4 billion    | Ningbo Tuopo Group                         |                               |                                            |
| 34       | Chu Lam Yiu                 | $3.6 billion  | Huabao International Holdings              |                               |                                            |
| 34       | Samuel Lee Tak              | $3.6 billion  | Langham Estate                             |                               |                                            |
| 36       | Angela Leong                | $3.4 billion  | SJM Holdings                               |                               |                                            |
| 36       | Tung Chee-chen              | $3.4 billion  | OOCL                                       |                               |                                            |
| 38       | Ronald McAulay              | $3.2 billion  | CLP Holdings                               |                               |                                            |
| 38       | Rita Tong Liu               | $3.2 billion  | real estate                                |                               |                                            |
| 40       | Geoffrey Kwok               | $3 billion    | Sun Hung Kai Properties                    |                               |                                            |
| 40       | Or Wai Sheun                | $3 billion    | Kowloon Development Company                |                               |                                            |
| 42       | Li Sze Lim                  | $2.8 billion  | R&F Properties                             |                               |                                            |
| 42       | Li Sze Lim                  | $2.8 billion  | Topchoice Medical                          |                               |                                            |
| 44       | Adam Kwok                   | $2.6 billion  | Sun Hung Kai Properties                    |                               |                                            |
| 44       | Tung Chee-hwa               | $2.6 billion  | OOCL                                       |                               |                                            |
| 46       | Lawrence Ho                 | $2.4 billion  | Melco International                        |                               |                                            |
| 46       | Jonathan Kwok               | $2.4 billion  | Sun Hung Kai Properties                    |                               |                                            |
| 46       | Michael Ying                | $2.4 billion  | Esprit Holdings Limited                    |                               |                                            |
| 49       | Fong Yun Wah                | $2.3 billion  | Hip Shing Hong Group                       |                               |                                            |
| 50       | Thomas Kwok                 | $2.2 billion  | Sun Hung Kai Properties                    |                               |                                            |
| 50       | Tang Yiu                    | $2.2 billion  | Belle International                        |                               |                                            |
| 52       | Huang Shih Tsai             | $2.1 billion  | Great China International                  |                               |                                            |
| 53       | Huang Jiangji               | $1.9 billion  | Xiaomi                                     |                               |                                            |
| 53       | Christopher Kwok            | $1.9 billion  | Sun Hung Kai Properties                    |                               |                                            |
| 53       | Edward Kwok                 | $1.9 billion  | Sun Hung Kai Properties                    |                               |                                            |
| 53       | Lin Dingqiang & family      | $1.9 billion  | Radiance Group                             |                               |                                            |
| 53       | Gordon Wu                   | $1.9 billion  | Hopewell Holdings                          |                               |                                            |
| 58       | Vincent Lo                  | $1.8 billion  | Shui On Land                               |                               |                                            |
| 58       | Wu Kaiting                  | $1.8 billion  | Xiamen Intretech                           |                               |                                            |
| 60       | Daniel Chiu                 | $1.7 billion  | Fortune Oil                                |                               |                                            |
| 61       | Huang Zhengcong             | $1.6 billion  | Guangzhou Shiyuan Electronic Technology    |                               |                                            |
| 61       | Yu Peidi                    | $1.6 billion  | Greattown Holdings                         |                               |                                            |
| 63       | Raymond Kwok                | $1.5 billion  | Sun Hung Kai Properties                    |                               |                                            |
| 64       | Zhuo Jun                    | $1.4 billion  | Shenzhen Kinwong Electronics               |                               |                                            |
| 65       | Vivien Chen                 | $1.3 billion  | Nan Fung Group                             |                               |                                            |
| 65       | Huang Dawen                 | $1.3 billion  | Hoshine Silicon Industry                   |                               |                                            |
| 67       | Henry Cheng                 | $1.2 billion  | Chow Tai Fook, New World Development       |                               |                                            |
| 67       | Allan Wong                  | $1.2 billion  | VTech                                      |                               |                                            |
| 69       | Cheng Antares               | $1.1 billion  | Jiugui Liquor                              |                               |                                            |
| 70       | Ina Chan Un Chan            | $1 billion    | Casinos                                    |                               |                                            |

## Danh sách 10 tỷ phú giàu nhất Hồng Kông năm 2018
| Thứ hạng | Họ và tên                           | Năm sinh     | Quốc tịch               | Giá trị tài sản {tỷ đô la Mỹ) | Nguồn gốc tài sản |
| -------- | ----------------------------------- | ------------ | ----------------------- | ----------------------------- | ----------------- |
| 1        | Lý Gia Thành                        | 1928         | Hồng Kông               | 36                            |                   |
| 2        | Lý Triệu Cơ                         | 1928         | Hồng Kông               | 32,9                          |                   |
| 3        | Lã Chí Hòa                          | 1929         | Hồng Kông               | 19                            |                   |
| 4        | Quách Bỉnh Giang và Quách Bỉnh Liên | 1951 và 1952 | Hồng Kông               | 17,8                          |                   |
| 5        | Lưu Loan Hùng                       | 1951         | Hồng Kông               | 17                            |                   |
| 6        | Ngô Quang Chính                     | 1946         | Hồng Kông               | 13                            |                   |
| 7        | Chu Lý Nguyệt Hoa                   | 1958         | Hồng Kông               | 12                            |                   |
| 8        | Dương Kiến Văn và Lâm Huệ Anh       | 1963         | Hồng Kông và Trung Quốc | 11,1                          |                   |
| 9        | Thái Sùng Tín                       | 1964         | Đài Loan                | 10,4                          |                   |
| 10       | Quách Bỉnh Tương                    | 1950         | Hồng Kông               | 10,4                          |                   |

Nguồn: Tạp chí Forbes